# آسترائوس
آسترائوس (‎/əˈstriːəs/‎؛ به انگلیسی: Astraeus یا Astraios؛ یونانی باستان: Ἀστραῖος به‌معنی «ستاره») در اساطیر یونانی خدای نجوم بود. برخی نیز او را با بادها مرتبط می‌دانند، زیرا او پدر چهار بورئاس (خدایان باد) است که توسط همسرش ائوس زاده شده‌اند.

## اسطوره‌شناسی
بر اساس تئوگونیای هزیود و شبه آپولودوروس، آسترائوس یک تیتان نسل دوم است که از نسل کریوس و اوریبیا است. یولیوس هیگینوس نوشته‌است که او مستقیماً فرزند تارتاروس و گایا است و از او به‌عنوان یکی از غول‌ها یاد می‌کند. سرویوس، مانند یولیوس هیگینوس او را با غول ترکیب کرد و نوشت «او اسلحه به دست گرفت و با خدایان جنگید».
آسترائوس با ائوس الهه سپیده‌دم ازدواج کرد. آن‌ها با هم به‌عنوان شب و سپیده‌دم، فرزندان زیادی را به‌وجود آوردند؛ و آنچه در هنگام گرگ‌ومیش در آسمان رخ می‌دهد به آن‌ها منتسب است.
آن‌ها پسران زیادی داشتند، از جمله چهار آنمویی (باد): ائوروس، نوتوس، بوریاس و زفوروس، و پنج آسترا پانته‌آ (ستارگان سرگردان، یعنی سیارات): فاینون (زحل)، فایتون (مشتری)، پیرویس (مریخ)، اسفروس/هسپروس (زهره)، و استیلبون (عطارد). در منابع معدودی از دختر دیگری به نام آسترایا، الهه معصومیت و گاه عدالت یاد شده‌است. در تئوگونیای هزیود، آسترائوس و ائوس بادها - یعنی زفیروس، بورئاس و نوتوس - و همچنین ائوسفور و ستارگان را تولید می‌کنند. در منابع معدودی از دختر دیگری به نام آسترئا، الهه معصومیت و گاه عدالت یاد شده‌است.
او همچنین گاهی اوقات با آیولوس، نگهبان بادها مرتبط است، زیرا بادها در هنگام غروب زیاد می‌شوند.
در شعر حماسی دیونیزیاکا (شعر حماسی یونان باستان) اثر نونوس (برجسته‌ترین شاعر حماسی یونانی دوران امپراتوری روم)، آسترائوس یک خدای افسانه‌ای معرفی می‌شود که دمتر به ملاقات او می‌رود، زیرا نگران آینده دخترش پرسفونه بود، او شروع به جذب تعداد زیادی از خدایان المپ کرده بود و نگران بود که ممکن است در نهایت با هفائستوس ازدواج کند. سپس آسترائوس به او هشدار داد که به‌زودی، پرسفونه به یک مار خواهد پیوست و این اتحاد میوه خواهد داد، که به‌شدت دیمتر را ناراحت کرد.